# Berliner Stadtblatt
Das Berliner Stadtblatt. Tageszeitung d. Berliner Sozialdemokratie war eine unter diesen Namen von Frühjahr 1950 bis Mai 1951 von der SPD Berlin herausgegebene Tageszeitung. Zuvor war die Zeitung zwischen April 1946 und März 1948 unter dem Namen Der Sozialdemokrat und zwischen März 1948 und 1950 unter dem Namen Sozialdemokrat herausgegeben worden. Nach der Einstellung des Berliner Stadtblattes gab die Berliner SPD ab Oktober 1951 die Wochenzeitung Berliner Stimme heraus.

## Entwicklung
Der Sozialdemokrat erschien zum ersten Mal am 3. April 1946. Die Zeitung war durch die britische Besatzungsmacht lizenziert. Es handelte sich um die Tageszeitung der Berliner SPD. Am 1. Januar 1950 wurde Willy Brandt Chefredakteur des Sozialdemokraten. Im März 1950 wurde die Zeitung zunächst in BS Berliner Sozialdemokrat und schließlich in Berliner Stadtblatt umbenannt. Brandt und das Stadtblatt wurden durch finanzielle Zuwendungen der Alliierten Hohen Kommission unterstützt; insbesondere erhielt das Stadtblatt 200.000 D-Mark für die Herausgabe zweier für den Marshallplan werbender Beilagen mit insgesamt zwölf Seiten.
Das Stadtblatt stützte innerparteilich den auf eine Westbindung ausgerichteten Kurs Ernst Reuters sowie den Marshallplan und stand damit im Gegensatz zum Telegraf, der Kurt Schumacher unterstützte. Sowohl Brandt als auch Reuter sowie mehrere andere Mitarbeiter, wie Hans Emil Hirschfeld, waren Remigranten, die die Zeit des Nationalsozialismus im Exil verbracht hatten. Trotz  Unterstützung durch die alliierten Stellen machte das Stadtblatt große Verluste, wobei unklar ist, ob alle gezahlten Gelder tatsächlich für die Zeitung verwendet wurden oder auch für andere politische Zwecke. Im März 1951 wurde das Stadtblatt eingestellt; zuletzt hatte es nur 3500 Abonnenten.